# شلدون کان
شلدون کان (انگلیسی: Sheldon Kahn؛ زادهٔ ۱ مارس ۱۹۴۰) تدوین‌گر و تهیه‌کننده فیلم اهل ایالات متحده آمریکا است.
وی جایزه اسکار بهترین تدوین را برای فیلم خارج از آفریقا و جایزه بفتا برای بهترین تدوین را به همراه ریچارد چیو و لینزی کلینگمن برای فیلم دیوانه از قفس پرید دریافت کرد.

## فیلم‌شناسی
- دیوانه از قفس پرید (۱۹۷۵)
- سال بعد، همین موقع (۱۹۷۸)
- سرباز بنجامین (۱۹۸۰)
- شکارچیان روح (۱۹۸۴)
- خارج از آفریقا (۱۹۸۵)
- شکارچیان روح ۲ (۱۹۸۹)
- پلیس کودکستان (۱۹۹۰)
- بتهوون، قسمت دوم (۱۹۹۳)
- هرج‌ومرج فضایی (۱۹۹۶)